# Тысяча островов (национальный парк)
Тысяча островов (англ. Thousand Islands National Park); ранее Сент-Лоренс-Айлендс (англ. St. Lawrence Islands National Park) — национальный парк в провинции Онтарио, Канада. Основан в 1904 году.
Парк площадью 24,4 км² расположен на территории 21 острова в русле реки Святого Лаврентия в 38 км к юго-западу от Броквилла, и в 153 км от Оттавы, граничит с американским штатом Нью-Йорк.
На территории национального парка широко распространены койоты, олени, североамериканский дикобраз, канадский бобр, лисицы, енот-полоскун, гриф-индейка, кролики, белки, хорьки и др.